# Jesse Ramsden
Jesse Ramsden, angleški optik, izdelovalec astronomskih in znanstvenih inštrumentov in izumitelj, * 6. oktober 1735, Salterhebble, grofija, Yorkshire, Anglija, † 5. november 1800, Brighton, grofija Essex, Anglija.

## Življenje in delo
Ramseden je po vajenstvu za suknarja v Halifaxu leta 1755 odšel v London, kjer se je leta 1758 začel učiti za izdelovalca inštrumentov. Približno štiri leta kasneje je začel s poslom na svoje in je s svojimi izdelki zaslovel. Nasledil je Dollonda pri izdelavi akromatičnih objektivov za refraktorje.
Izdelal je enega od prvih zelo kakovostnih delilnih strojev. Postal je strokovnjak na področju delilnih krogov, ki so v observatorijih proti koncu 18. stoletja začeli nadomeščati kvadrante. Njegov najbolj znan izdelek je bil vertikalni krog z dolžino 5 čevljev (1524 mm), dokončal leta 1789. Uporabljal ga je Piazzi v Palermu pri izdelavi svojega zvezdnega kataloga leta 1814. Ramsden je prvi v praksi izpeljal postopek odčitavanja kotov, ki ga je prvi predlagal chaulneški vojvoda leta 1768. Po tem postopku se je merila razdalja kazalca od najbližje delilne črte z mikrometrskim vijakom, ki se je premaknil za en ali dva fina navoja v gorišču mikroskopa. Leta 1772 je Maskelyne pri njem naročil akromatične objektive za Bradleyjeve inštrumente.
Ramsdenovi tranzitni inštrumenti so bili prvi osvetljeni skozi votlo os. Ta predlog mu je podal profesor Henry Ussher v Dublinu. Leta 1777 je Ramsden objavil delo Opis stroja za delitev matematičnih inštrumentov (Description of an Engine for dividing Mathematical Instruments).
Po njem se imenuje akromatični okular. Ukvarjal se je tudi z novimi konstrukcijami elektrostatičnih generatorjev. Izdeloval je tudi zelo točne sekstante, barometre, manometre in analizne tehtnice. V letu 1786 so ga izbrali za člana Kraljeve družbe iz Londona. Izhodno zenico okularja so njemu v čast poimenovali Ramsdenov disk.
Okoli leta 1785 je Ramsden priskrbel nov velik teodolit za generala Royja iz Kraljevih inženircev, ki so ga uporabili za novo geodetsko merjenje razdalje med Greenwichem, Londonom in Parizom. To delo je bilo osnova za kasnejše službeno merjenje zemljišč britanskih grofij.

## Priznanja

### Nagrade
Za svoj delež z generalom Royjem in za znanstvene dosežke je Ramsden leta 1795 prejel Copleyjevo medaljo Kraljeve družbe.

### Poimenovanja
Po njem se imenuje udarni krater Ramsden na Luni in asteroid glavnega asteroidnega pasu 8001 Ramsden.